# Françoise de Foix
Françoise de Foix  (1495 – Châteaubriant, 1537. október 16.) francia grófné, I. Ferenc francia király egyik szeretője.

## Élete
Françoise de Foix, később Châteaubriant grófnéja Jean de Foix lautrec-i vikomt és Jeanne d'Aydie leányaként született, 1495 környékén. Apai nagyapja Pierre de Foix volt, kinek bátyja, IV. Gaston béarni algróf nőül vette Leonóra infánsnőt, II. János aragóniai és szicíliai király és I. Blanka navarrai királynő legkisebb leányát. Françoise másodfokú unokatestvére volt Annának, Bretagne hercegnőjének. Anna özvegyként 1499-ben nőül ment a szintén megözvegyült XII. Lajos francia királyhoz. (Anna édesanyja IV. Gászton és Leonóra leánya volt.)

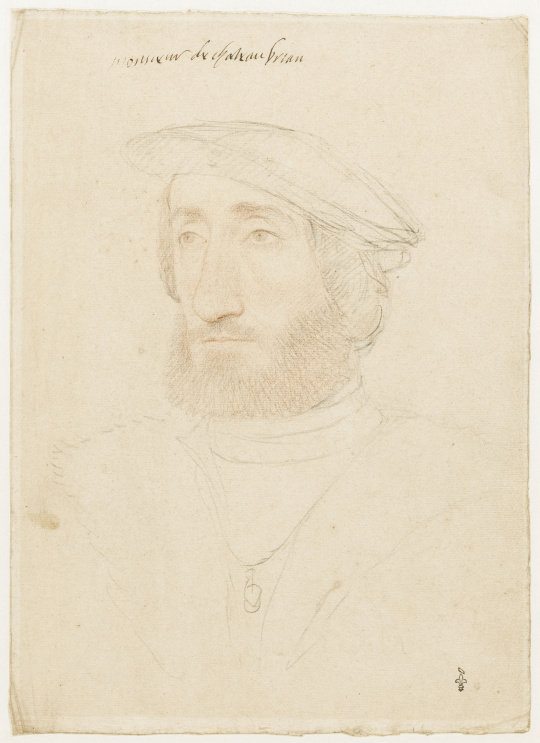
Férje, Jean de Laval-Châteaubriant

Françoise magas, sötét hajú szépség volt, aki jártas volt a költészetben, továbbá beszélt latinul és olaszul is. A lány Anna udvarában nőtt fel, ahol megismerkedett Jean de Laval-lal, Châteaubriant grófjával. 1505-ben jegyezték el egymást. 1509-ben összeházasodtak, ám Françoise már 1508. március 11-én leányt szült, akit Annának nevezett el. A gyermek sajnos meghalt 1521. április 12-én, 13 éves korában, nyilván valamilyen gyermekbetegségben. Françoise bátyját, Odet de Foix-t, Lautrec vikomtját, a kiváló hadvezért XII. Lajos király már 1511-ben Franciaország marsalljává nevezte ki.
A házaspár 1516-ig Châteaubriant-ban élt, míg az 1515-ben trónra lépett I. Ferenc francia király az udvarába nem hívatta őket. Amikor megérkeztek a királyi palotába, I. Ferencnek azonnal szemet szúrt a csinos és művelt fiatalasszony, aki épp olyan intelligens volt, mint az uralkodó. Ezután a király ajándékokkal és szép szavakkal próbálta elcsábítani Françoise-t, aki addigra már nyilván tisztában volt Ferenc szoknyavadász múltjával, s tudta, ő is csak egy trófea lenne a férfi számára.
Az uralkodó különböző címeket adományozott az asszony családtagjainak, hogy elérje célját. Françoise férjét megtette a francia sereg egyik századparancsnokává, a grófné három fiútestvérét pedig ugyancsak magas katonai és diplomáciai tisztségekkel állította a maga oldalára. Odet de Foix-Lautrec marsall az 1515-ös győztes hadjáratban elfoglalt Milánói Hercegség kormányzója lett. Ifjabbik bátyja, Thomas de Foix, Lescun ura, Tarbes püspöke 1518-ban szintén Franciaország marsallja lett. André de Foix, Lesparre ura pedig tábornok. Végül az asszony, némi ellenállás után beadta a derekát, és 1518 körül valóban a király egyik ágyasa lett, sőt, hivatalos ágyas, azaz maîtresse-en-titre. Az asszony hitvese mindvégig tisztában volt a neje és a király között zajló kapcsolattal, mégsem emelt ellene szót soha, hanem inkább hálás szívvel elfogadta Ferenc megbízását, hogy követként Bretagne-ba menjen tárgyalni az ottani adókról az uralkodó nevében, 1519 decemberében. A grófné nem rendelkezett jelentős politikai befolyással az országban, de sikeresen csillapította a király dühét, amikor Françoise bátyja, Odet de Foix, Lautrec marsall vereséget szenvedett a francia sereg élén 1522-ben, a bicoccai ütközetben.
1526-ban a király új kiszemeltje egy ugyancsak vonzó, intelligens udvarhölgy lett, a szép, szőke Anne de Pisseleu személyében. A két asszony még két évig harcolt egymással Ferenc kegyeiért, ám 1528-ban véget ért az uralkodó tíz évig tartó viszonya az akkor 32 esztendős Françoise-zal. Amikor I. Ferenc legidősebb fiát, Ferenc bretagne-i herceget 1519. április 25-én, Amboise-ban megkeresztelték, az ünnepélyes ceremónián részt vehetett Françoise és a férje is. Az asszony saját rezidenciát kapott az uralkodó, és annak leányai közelében, s onnantól kezdve a gúnyolódó udvaroncok már csak úgy nevezték őt mint a Király Kedvesét. A király édesanyja, Savoyai Lujza angoulême-i grófné köztudottan nem rokonszenvezett a Foix családdal, ezért nem örült annak sem, hogy 1520 körül Françoise bekerült Klaudia királyné udvarhölgyei közé.

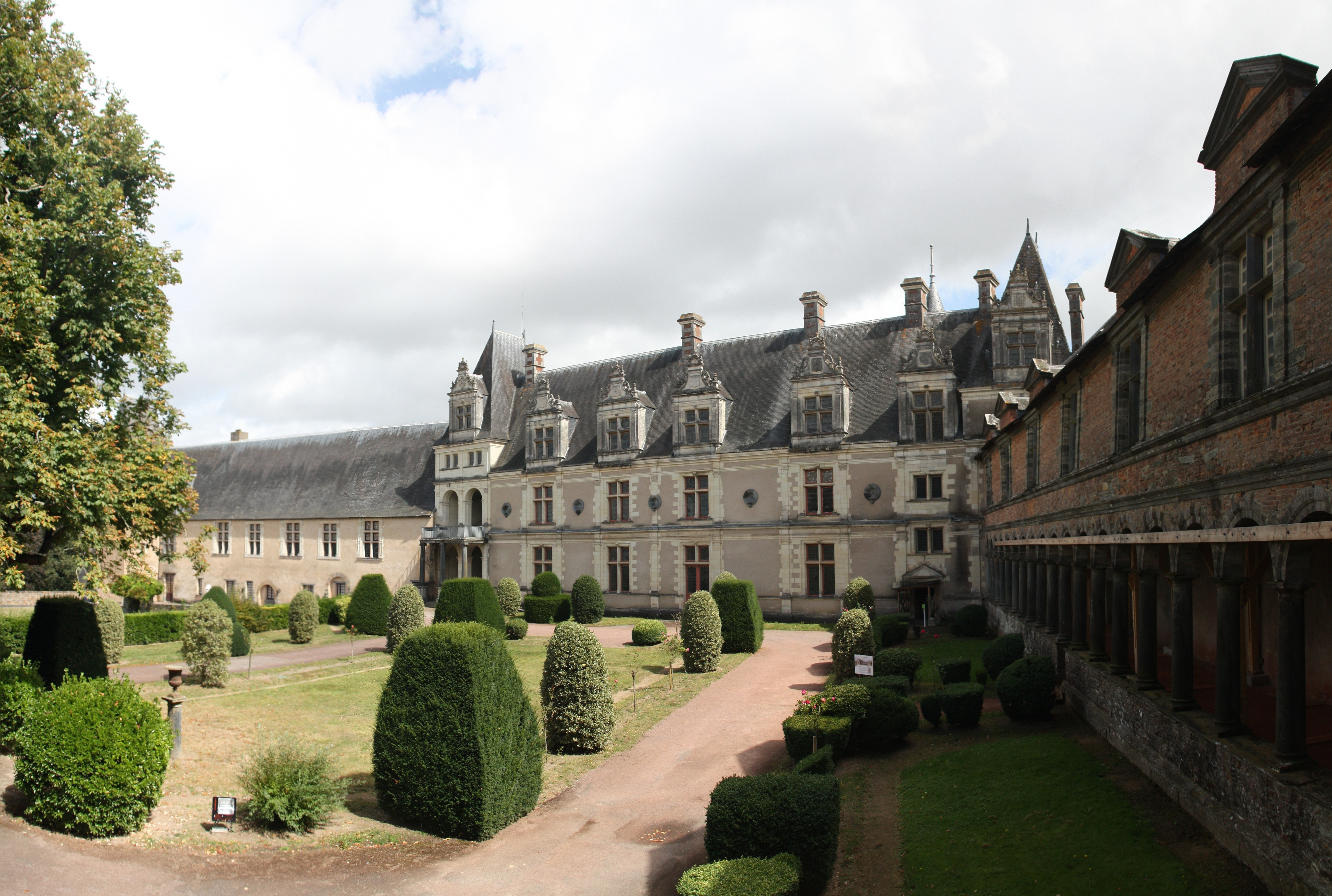
A châteaubriant-i kastély

1528-ban a grófné visszatért Châteaubriant-ba, ahol továbbra is együtt élt hitvesével, akit Ferenc kinevezett Bretagne kormányzójává. Az asszony továbbra is leveleket írt a királynak, aki még szakításuk után is meglátogatta néhányszor őt Châteaubriant-ban. I. Ferenc utolsó látogatása a grófnénál 1532-ben volt, az uralkodó pedig a kastély egy új szárnyában szállt meg ott, amit a gróf alakíttatott ki még az év májusában.
Françoise 1537. október 16-án, körülbelül 42 évesen távozott az élők sorából, egyesek szerint éppen saját férje keze által. Egy francia történész, bizonyos Varillas szerint ugyanis a gróf világéletében brutális természetű ember volt, s ő lőtte le feleségét, bár egyesek szerint csupán tévedésből, mert a sötétben nem vette észre, hogy valójában kire is céloz. Egy másik verzió szerint az asszonyt betegség vitte el. Françoise teste a Szentháromság Templomban nyugszik, Châteaubriant-ban. Férje emléktáblát állíttatott neki, melyhez a híres reneszánsz francia költő, Clément Marot készítette el a sírfeliratot.
Özvegye, Jean de Laval 1543. február 11-én, 56 évesen gyermektelenül halt meg, vagyonát Anne de Montmorency-ra, Montmorency 1. hercegére hagyta, beleértve a Châteaubriant kastélyt is. Laval utódja a bretagne-i kormányzói székben éppen azt az Anne de Pisseleu-t vette feleségül, aki átvette Françoise helyét a király szívében. Brantôme ura, vagyis Pierre de Bourdeille több anekdotát is elmesélt a grófnéról, többek között azt is hogy: ,,A király az egyik saját, most meg nem nevezett szeretőjét kis híján együtt találta az ágyban Bonnivet admirálissal”.